# Lou Jean

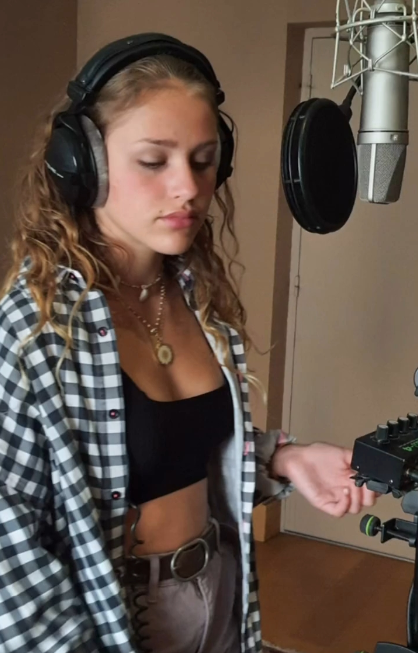
Lou Jean, 2021

Lou Jean (* 27. Januar 2004 in Castres (Tarn)), besser bekannt nur unter ihrem Vornamen als Lou, ist eine französische Musikerin.

## Musikalische Karriere
Sie wurde 2016 durch ihren Erfolg in der französischen Ausstrahlung von The Voice Kids mit der Interpretation des Songs Carmen von Stromae bekannt. Sie kam ins Finale der Castingshow und erzielte einen zweiten Platz. Ihren Durchbruch erlangte sie durch die Fernsehserie Miraculous, für die sie  zusammen mit Lenni-Kim das Titellied sang. Ihre erste Single Toutes les chances du Monde veröffentlichte sie im Juli 2017 und brachte wenige Monate danach ihr erstes Album Lou heraus, das im Oktober 2019 von der SNEP für 100.000 Einheiten mit Platin ausgezeichnet wurde. Sie spielte außerdem in der Seifenoper Demain nous appartient die Figur der Betty Moreno und sang auch dort das Intro. Ende März 2019 veröffentlichte sie ihre zweites Album Danser sur tes mots, das im September 2020 von der SNEP für 50.000 Einheiten mit Gold ausgezeichnet wurde. Im Januar 2021 veröffentlichte sie ihr drittes Album Papillons. Ihre drei Alben wurden bisher über 200.000 mal verkauft.
Ab November 2023 spielte sie außerdem im Musical Molière in Paris mit, welches auch in anderen Länder Aufmerksamkeit erregte. (Stand Februar 2024)

## Diskografie

### Alben
| Jahr | Titel               | Höchstplatzierung, Gesamtwochen, AuszeichnungChartplatzierungen (Jahr, Titel, Platzierungen, Wochen, Auszeichnungen, Anmerkungen) | Höchstplatzierung, Gesamtwochen, AuszeichnungChartplatzierungen (Jahr, Titel, Platzierungen, Wochen, Auszeichnungen, Anmerkungen) | Höchstplatzierung, Gesamtwochen, AuszeichnungChartplatzierungen (Jahr, Titel, Platzierungen, Wochen, Auszeichnungen, Anmerkungen) | Anmerkungen                           |
| Jahr | Titel               | FR | BE | CH | Anmerkungen                           |
| ---- | ------------------- | --- | --- | --- | ------------------------------------- |
| 2017 | Lou                 | FR19 Platin · (57 Wo.)FR | BEW11 (63 Wo.)BEW | — | Erstveröffentlichung: 6. Oktober 2017 |
| 2019 | Danser sur tes mots | FR16 Gold · (41 Wo.)FR | BEW13 (26 Wo.)BEW | CH97 (1 Wo.)CH | Erstveröffentlichung: 29. März 2019   |
| 2021 | Papillons           | FR29 (11 Wo.)FR | BEW81 (3 Wo.)BEW | — | Erstveröffentlichung: 1. Oktober 2021 |

### Singles (Auswahl)
- 2017: Toutes les chances du Monde
- 2017: Demain (Générique De La Série Tv „Demain Nous Appartient“)
- 2021: Ne me suis pas